# Matthias Bork

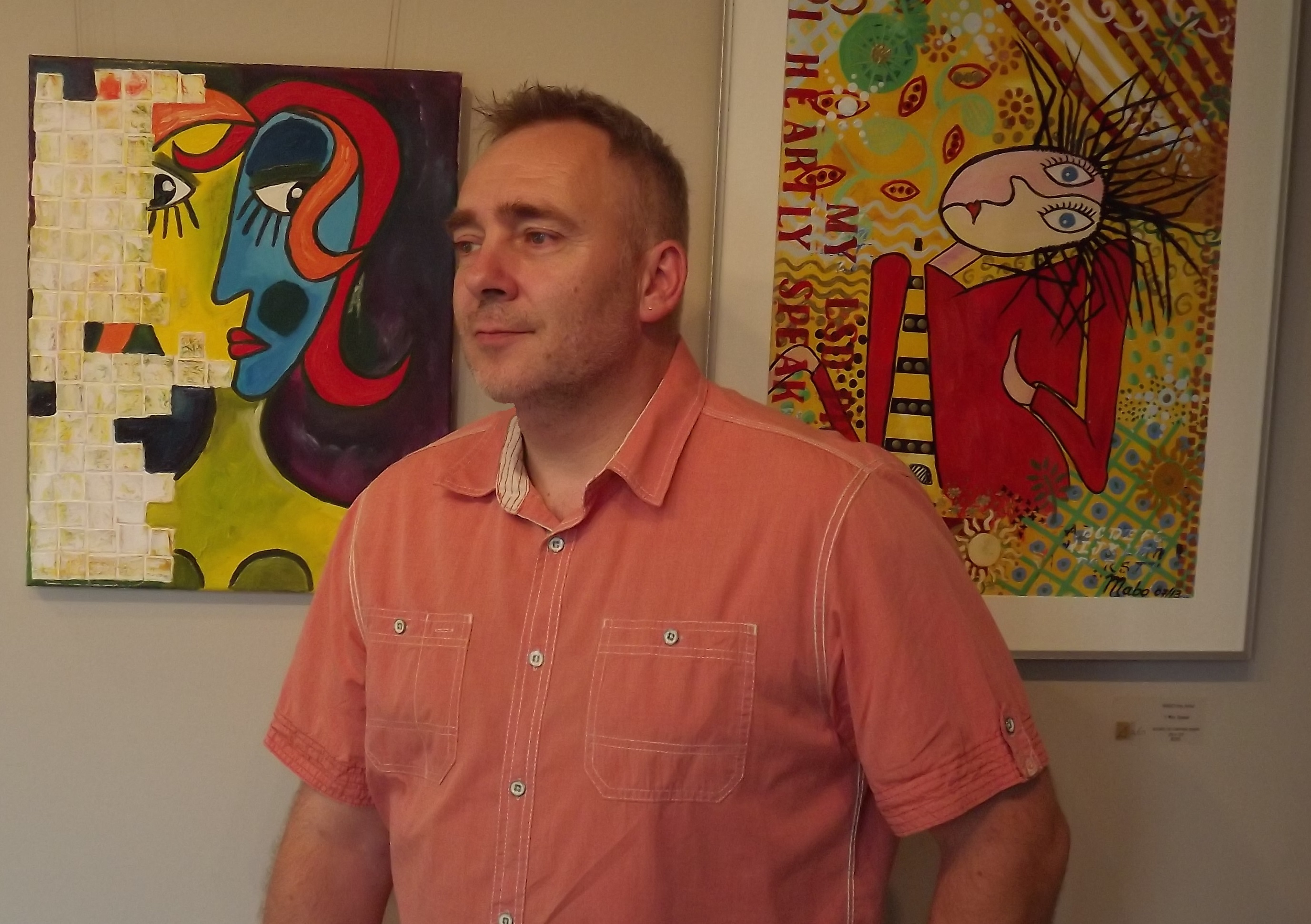
Der Künstler Matthias Bork 2014

Matthias Bork (Künstlername MABO; * 12. Januar 1962 in Bingen am Rhein) ist ein deutsch-kanadischer Künstler, vorwiegend Maler aber auch Skulpteur und Autor. Er ist unter dem Künstlernamen MABO besonders in der Niagara-Region von Ontario bekannt.

## Leben
Matthias Bork entstammt einer Binger Malerfamilie, die seit drei Generation in Bingen einen Malerhandwerksbetrieb führt. Nach seiner Ausbildung im Bäcker- und Konditorenhandwerk, wanderte Bork im Alter von 21 Jahren nach Kanada aus, wo er einige Jahre in Kitchener Ontario ansässig war, dann aber die Niagara-Region als seine Heimat wählte. MABO lebt und arbeitet in Saint Catharines, Ontario, Kanada, teilweise auch in Punta de Mita, Mexiko.

## Künstlerischer Werdegang
Seine künstlerische Ausbildung begann in seiner Kindheit bei seinem Vater sowie namhaften Künstlern und Schulen im In- und Ausland. Einer seiner wichtigsten Lehrer und Mentor war der kanadische Künstler Paul Gosen.
Seit Mitte der 80er Jahre kreiert Bork in seinem Atelier in Ontario seine Werke. Sein gesamtes künstlerisches Schaffen der letzten 45 Jahre berechnet Bork mit über 1200 Werken (Stand Mai 2015). Zu seinen Stilelementen zählen auch gemischte Medien, beim Betrachten der Gemälde lassen sich Einflüsse Inspirationen von Abstrakt, Pop Art und von Künstlern wie Picasso, Gosen und Chihuly erkennen. 
Der kanadische Künstler Paul Gosen bemerkte über MABO: „Seine Werke sind unverkennbar, tragen seine individuelle, unverwechselbare künstlerische Handschrift“. Ferner schreibt Gosen: „Ein Experte der Farben, MABO hat die Moderne mit einer eigenen originellen Mischung von Stilmotiven umarmt. Rundheit und Volumen sind durch Schwankungen in der Farbintensität angedeutet. Die Kombination von aktiven Konturen, Tiefe und bunten Flächen gibt einen wogenden Rhythmus in die Kunst von MABO. Er hat eine starke Affinität für kohärente zweidimensionale Muster mit einem Schwerpunkt auf räumliche Interaktion.“
Der freischaffende Künstler erhielt für seine künstlerischen Kreationen zahlreiche Auszeichnungen, unter anderem einen Ehrendoktor der Bildenden Kunst von der Emill Brunner Universität in Brasilien und selbst ein persönliches Lob von Romina Power.
MABO verkauft seine Kunst in Kanada, den USA, Südamerika und Europa. Auch im öffentlichen Bereich sind seine Werke vertreten, darunter das „Memorias de Matisse“ (2004), das im Eingangsfoyer der Stadtverwaltung von Thorold (Kanada) seinen Platz gefunden hat.

## Ausstellungen (Auswahl)

### 2015
- Juni:  „Phase of Faces“. Einzelausstellung, HOC in Talheim
- Mai:  Gruppenausstellung: MABO in der Millpond Gallery, Ontario, Kanada
- April:  Gruppenausstellung in der Tag Art Gallery, Ontario, Kanada

### 2014
- September: Einzelausstellung im Mahtay Cafe/Art Gallery, Saint Catharines, Ontario, Kanada
- August: „Impressions of MABO“. Einzelausstellung, Beilstein, Deutschland
- August: Gruppenausstellung, Tag Art Gallery, Saint Catharines, Ontario, Kanada
- Mai: Gruppenausstellung in der Millpond Gallery, Saint Catharines, Ontario, Kanada
- Februar:  Gruppenausstellung in der Tag Art Gallery, Saint Catharines, Ontario, Kanada
- Januar: „Sunshine Collection II“. Einzelausstellung in der Galeria Sandoval, Bucerias, Mexico

### 2013
- Oktober: Gruppenausstellung in der Tag Art Gallery, Saint Catharines, Ontario, Kanada
- Juli: Einzelausstellung in dem Black Forest Restaurant in La Cruz de Huanacaxtle, Mexico
- Juni: „Sunshine Collection“. Einzelausstellung in der Galeria Sandoval, Bucerias, Mexico

### 2012
- Oktober: Einzelausstellung im „Hanna’s Place“, Thorold, Ontario, Kanada
- Oktober: Gruppenausstellung „Niagara Nights of Art“, Thorold, Ontario, Kanada
- Mai: Dritte Ausstellung der neuen Werke von MABO in der Stadtverwaltung von Thorold, Ontario, Kanada
- Februar: Zweite Ausstellung von MABOs Kunst in der Stadtverwaltung von Thorold, Ontario, Kanada
- Januar: Einzelausstellung in der QB Gallery, Thorold, Ontario, Kanada

### 2011
- November: „MABO Ausstellung“ in der Stadtverwaltung von Thorold, Ontario, Kanada
- September: Einzelausstellung im Club La Salle, Saint Catharines, Ontario, Kanada
- August: Gruppenausstellung, Niagara Passion – Art Show, Mori Gardens, Virgil, Ontario, Kanada
- August: Einzelausstellung in der Quebec Bank Gallery, Thorold, Ontario, Kanada
- Juni: „The Art of Vision“ im Reif Estate Winery, Niagara-on-the-Lake, Ontario, Kanada
- Juni: „Art in the Vineyard“, in der Frog Pond Farm, Niagara-on-the-Lake, Ontario, Kanada

## Bibliografie (Auswahl)
- Rosts, Scott: Arts Awards nominees announced Niagara this week, 7. Mai 2015
- Schlagenhauf, Wolfgang: Art made in Canada(Interview), Die Kunst, August 2014
- Rosts, Scott: …nominations for city’s arts awards, Niagara this week, 6. März 2014
- Staff writer: Nominations for arts award, Bullet News Niagara, 3. März 2014
- Forsyth, Paul: Salvaged artwork, a treasure, Niagara this week, 10. August 2012
- Goard, Carolyn: Art in the city, Niagara News-Thorold, 31. Juli 2012
- Goard, Carolyn: Art in the city, Thorold Niagara News, 30. November 2011
- Goard, Carolyn: City Hall opens its doors to local artists, Thorold Niagara News, 22. November 2011
- Goard, Carolyn: Art in the city (MABO with Mayor of Thorold), Niagara News, November 2011
- Staff writer: Abstract artist MABO…, Snap, Oktober 2011
- Forsyth, Paul: From pastry to Picasso, Niagara this week, 18. August 2011
- Staff writer: Niagara’s do it, Niagara Falls Review, 18. August 2011
- Adams Tara: Snap’d around the community, SNAP, Juli 2011
- Staff writer: Spirit of vision, Niagara this week, 24. Juni 2011
- Cheevers, Melinda: Arts & Life, Niagara this week, 23. Juni 2011
- Piteo, Daniela: QB Gallery celebrates local artists, Thorold Niagara News, 16. Juni 2010
- Mangelsen, Melissa: All nationalities featured, News at Niagara, 14. Oktober 2005